# Paweł Biszczak
Paweł Biszczak (ur. 10 grudnia 1985 w Legnicy) – polski karateka stylu kyokushin i kick-bokser formuły K-1 wagi półśredniej. Strażak Państwowej Straży Pożarnej.
Karate Kyokushin zaczął trenować w wieku 10 lat. Były członek kadry narodowej karate oraz wielokrotny Mistrz Polski i Europy Karate Kyokushin (formuła knockdown karate)
Obecnie jest członkiem narodowej reprezentacji Polski w Kickboxingu, w którym zdobył tytuły mistrza Polski i Europy. Były mistrz organizacji Fight Exclusive Night w kategorii półśredniej.

## Osiągnięcia
Kickboxing i K1:
- Mistrz FEN w wadze półśredniej, 2017
- Zawodowy Mistrz Polski w Kickboxingu K1, Zgorzelec 2014
- Mistrz Europy kickboxingu w formule K1, Lizbona 2012
- I miejsce Grand Prix Russia Open K1, Niżny Nowogród, 2012
- I miejsce w gali K1 Grand Prix, Królewiec 2011
- Mistrz Europy kickboxingu w formule K1, Świebodzice 2011
- Zawodowy Mistrz Polski Kickboxing Low-Kick 2007 ISKA

Karate Kyokushin:
- I miejsce w Mistrzostwach Europy Karate Open – Gorzów 2011
- I miejsce w Mistrzostwach Polski Karate Open – Legnica 2011
- I miejsce w Mistrzostwach Polski Karate (wagowych) – Mielno 2011
- I miejsce w Mistrzostwach Ukrainy Zachodniej – Drohobycz 2010, 2011
- I miejsce w Mistrzostwach Polski Karate Open – Świnoujście 2010
- III miejsce w Mistrzostwach Europy Karate (wagowych) – Bukareszt 2010
- I miejsce w Mistrzostwach Polski Karate Open – Lublin 2009
- I miejsce w Mistrzostwach Polski Karate (wagowych) – Sieradz 2009
- I miejsce w Otwartych Mistrzostwach Holandii – Papendrecht 2009
- I miejsce w Mistrzostwach Polski Karate (wagowych) – Włocławek 2004
- I miejsce w Otwartych Mistrzostwach Niemiec – Frankfurt 2004

Muay Thai:
- Międzynarodowy Zawodowy Mistrz Polski Muay Thai 2012 WKN
- 2 x Międzynarodowy Zawodowy Mistrz Polski Muay Thai 2009/2011 WPMF
- Mistrz Europy Muay Thai 2007 WMF
- 7 x Mistrz Polski -Muay Thai, Kickboxing Low Kick

## Lista walk w K1
| Wynik      | Bilans     | Przeciwnik           | Rozstrzygnięcie                                 | Runda | Czas | Rozgrywki                              | Data       | Miejsce        | Uwagi |
| ---------- | ---------- | -------------------- | ----------------------------------------------- | ----- | ---- | -------------------------------------- | ---------- | -------------- | --- |
| Wygrana    | 26-4-0 (1) | Pavol Garaj          | Decyzja (niejednogłośna)                        | 3     | 3:00 | DSF Kickboxing Challenge 17            | 29.09.2018 | Częstochowa    | mecz Polska-Czechy |
| Przegrana  | 25-4-0 (1) | Rusłan Bikmienow     | KO (backfist)                                   | 2     | N/D  | DSF Kickboxing Challenge 14            | 13.04.2018 | Warszawa       | mecz Polska-Rosja |
| No-contest | 25-3-0 (1) | Abdallah Mabel       | No contest (zmiana werdyktu przez organizatora) | 4     | 3:00 | DSF Kickboxing Challenge 13            | 03.02.2018 | Wrocław        | walka w umownym limicie -76kg; pierwotnie wygrana Mabela, jednak po odwołaniu złożonym przez obóz Biszczaka wynik walki zmieniony na no contest |
| Wygrana    | 25-3-0     | Igor Danis           | KO (cios pięścią)                               | 1     | N/D  | FEN 19: Battle for Wrocław             | 14.10.2017 | Wrocław        | obronił pas mistrzowski FEN w wadze półśredniej, nokaut wieczoru                                                                                |
| Wygrana    | 24-3-0     | Wojciech Wierzbicki  | Decyzja (niejednogłośna)                        | 5     | 3:00 | FEN 15: Final Strike                   | 14.01.2017 | Lubin          | Zdobył pas mistrzowski FEN w wadze półśredniej                                                                                                  |
| Wygrana    | 23-3-0     | Tomasz Gromadzki     | Decyzja (jednogłośna)                           | 4     | 3:00 | FEN 14: Silesian Rage                  | 15.10.2016 | Katowice       | |
| Wygrana    | 22-3-0     | Anatolij Hunanjan    | Decyzja (niejednogłośna)                        | 3     | 3:00 | FEN 10: Gold Edition                   | 09.01.2016 | Lubin          | |
| Wygrana    | 21-3-0     | Pavel Obozny         | TKO (niskie kopnięcia)                          | 2     | N/D  | FEN 9: Go For It                       | 07.11.2015 | Wrocław        | |
| Przegrana  | 20-3-0     | Alim Nabijew         | Decyzja (jednogłośna)                           | 3     | 3:00 | Grand Prix Russia Open 17              | 18.06.2015 | Niżny Nowogród | |
| Wygrana    | 20-2-0     | Zakaria Baitar       | Decyzja (jednogłośna)                           | 3     | 3:00 | Fight Exclusive Night 6: Showtime      | 06.03.2015 | Wrocław        | |
| Wygrana    | 19-2-0     | Janu Malkariado Cruz | KO (kopnięcie)                                  | 1     | N/D  | Fight Exclusive Night 5: Cuprum Heroes | 10.01.2015 | Lubin          | |
| Wygrana    | 18-2-0     | Michał Ronkiewicz    | TKO (rozcięcie łuku)                            | 1     | N/D  | Kick-Fighter Night                     | 13.12.2014 | Zgorzelec      | Zdobycie Zawodowego Mistrzostwa Polski K-1 |
| Wygrana    | 17-2-0     | Michał Ronkiewicz    | Decyzja                                         | 3     | 3:00 | Mistrzostwa Polski K-1 Rules           | 14.06.2014 | Wrocław        | Finał turnieju |
| Wygrana    | 16-2-0     | Wojciech Kosowski    | KO                                              | 3     | N/D  | Mistrzostwa Polski K-1 Rules           | 13.06.2014 | Wrocław        | Półfinał turnieju |
| Wygrana    | 15-2-0     | Wojciech Kmiecik     | Decyzja (niejednogłośna)                        | 3     | 3:00 | Mistrzostwa Polski K-1 Rules           | 12.06.2014 | Wrocław        | Ćwierćfinał turnieju |
| Wygrana    | 14-2-0     | Piotr Sokół          | Decyzja                                         | 3     | 3:00 | Mistrzostwa Polski K-1 Rules           | 17.03.2014 | Kleszczów      | 1/8 turnieju |
| Przegrana  | 13-2-0     | Witalij Nikiforow    | Decyzja (jednogłośna)                           | 3     | 3:00 | Tatneft Cup 2014                       | 16.04.2014 | Kazań          | Ćwierćfinał turnieju |
| Wygrana    | 13-1-0     | Djibril Ehouo        | Decyzja (jednogłośna)                           | 4     | 3:00 | Tatneft Cup 2014                       | 30.11.2013 | Kazań          | 1/8 turnieju |
| Wygrana    | 12-1-0     | Krzysztof Podemski   | TKO                                             | 3     | N/A  | I Memoriał Jędruszaka i Dybka          | 30.08.2013 | Legnica        | |
| Przegrana  | 11-1-0     | Dmitry Valent        | Decyzja                                         | 3     | 3:00 | Grand Prix Russia Open Final 2013      | 06.04.2013 | Moskwa         | Finał turnieju |
| Wygrana    | 11-0-0     | Aleksander Surżnko   | Decyzja                                         | 4     | 3:00 | Grand Prix Russia Open Final 2013      | 06.04.2013 | Moskwa         | Półfinał turnieju |
| Wygrana    | 10-0-0     | Michaił Iljin        | Decyzja                                         | 3     | 3:00 | Grand Prix Russia Open Final 2013      | 06.04.2013 | Moskwa         | Ćwierćfinał turnieju |
| Wygrana    | 9-0-0      | Marcin Angiel        | TKO (kopnięcie)                                 | 2     | N/D  | Bitwa pod Legnicą                      | 19.01.2013 | Legnica        | Eliminacje do Finału Grand Prix Russia 2013 |
| Wygrana    | 8-0-0      | Wojciech Wierzbicki  | Decyzja                                         | 3     | 3:00 | Polsat Boxing Night                    | 22.09.2012 | Wrocław        | |
| Wygrana    | 7-0-0      | Reis Luis            | Decyzja                                         | 5     | 3:00 | Showfight 12                           | 02.06.2012 | Lizbona        | Zdobył mistrzostwo Europy WKN |
| Wygrana    | 6-0-0      | Edgar Arutyunyan     | Decyzja                                         | 3     | 3:00 | Grand Prix Russia Open Final 2012      | 21.04.2012 | Niżny Nowogród | Finał turnieju |
| Wygrana    | 5-0-0      | Yanis Lyashenko      | KO (kopnięcie)                                  | 1     | N/D  | Grand Prix Russia Open Final 2012      | 21.04.2012 | Niżny Nowogród | Półfinał turnieju |
| Wygrana    | 4-0-0      | Serhij Adamczuk      | Decyzja                                         | 3     | 3:00 | Grand Prix Russia Open Final 2012      | 21.04.2012 | Niżny Nowogród | Ćwierćfinał turnieju |
| Wygrana    | 3-0-0      | Michaił Iljin        | TKO (kontuzja ręki)                             | 2     | N/D  | Grand Prix Russia Open 3               | 10.12.2011 | Królewiec      | Finał turnieju |
| Wygrana    | 2-0-0      | Gennadiy Tkachenko   | Decyzja                                         | 4     | 3:00 | Grand Prix Russia Open 3               | 10.12.2011 | Królewiec      | Półfinał turnieju |
| Wygrana    | 1-0-0      | Tadas Jonkus         | Decyzja                                         | 3     | 3:00 | Mistrzostwa K1 Rules                   | 02.10.2011 | Świebodzice    | |